# Крепо (Империја)
Крепо је насеље у Италији у округу Империја, региону Лигурија.
Према процени из 2011. у насељу је живело 13 становника. Насеље се налази на надморској висини од 791 м.